# 滝澤和義
滝澤 和義（たきざわ かずよし）は、オウム真理教の元幹部。ホーリーネームはウパヴァーナ。省庁制が採用された後は、「科学技術省次官」となった。

## 来歴
石川県出身。名古屋市の専門学校で制御工学を学び、1988年に中退し出家。1993年、土谷正実らの協力のもとサリンプラント建設の責任者となる（サリンプラント建設事件）。麻原からプラントを完成しなかったら無間地獄行きとまで脅されていたが完成しなかった。サリンプラント建設に集中させられ教団の祭りにも出られず、「おれは使い捨てサマナだ」と不満も漏らしていた。
だが同時並行で行っていた反応釜を用いる方法には成功し、1994年に滝本太郎弁護士サリン襲撃事件、松本サリン事件に使用された「青色サリン溶液」を土谷正実、中川智正らと協力して製造した。
他にもクシティガルバ棟の排気設備の建設、池田大作サリン襲撃未遂事件（現場にも立ち会う）や亀戸異臭事件など化学兵器・生物兵器の散布装置の製造、島田裕巳宅爆弾事件の爆弾製造、地下鉄サリン事件での傘の先の研磨などに関与した。第2次池田サリン事件ではサリン中毒になりながら車を運転した。
1996年7月3日、サリンプラント建設事件と島田裕巳宅爆弾事件で懲役8年の実刑判決を受けた。